# 吳必達
吳必達，中國清朝武官，福建同安縣人。官至福建水師提督。

## 生平
雍正八年（1730年）武進士出身。歷官廣東廣海寨水師守備、廣東香山副將，乾隆二十三年（1758年）升浙江溫州鎮總兵。兩年後任廣東左翼鎮總兵官。乾隆二十八年（1763年）升廣東提督，次年改福建水師提督。乾隆三十四年（1769年），兼管福建臺灣鎮總兵。

## 遺跡
乾隆三十一年（1766年），時任福建水师提督的吳必達之母九十一大壽，乾隆帝曾御赐一匾 ，亲书“萱寿延祺”四字。这块匾额现在仍完好保留，悬挂在同安吴必达故居里。